# Campionato italiano a squadre di calcio da tavolo 1994 FISCT
Il campionato italiano di calcio da tavolo a squadre 1994 fu organizzato a Roma nel 1994 dalla F.I.S.C.T..
Erano presenti due gruppi così composti:
Gruppo 1
| SQUADRA               | P |
| --------------------- | - |
| Stella Artois Milano  | 7 |
| CCT Black & Blue Pisa | 5 |
| DLF Gorizia           | 2 |
| Roma                  | 1 |

Gruppo 2
| SQUADRA            | P |
| ------------------ | - |
| Pogliano Milanese  | 7 |
| Serenissima Mestre | 7 |
| Lazio              | 1 |
| Roma               | 1 |

## Risultati

### Final Four
STELLA ARTOIS - POGLIANO M.SE 2-1
- Baglietto - Zeminian 5-0
- Galeazzi - Trabanelli 0-0
- Scagni - Rocchi 1-2
- Hofmann - Dimitrio 4-0

BLACK & BLUE - SERENISSIMA 3-1
- Cianchella - Santini 1-3
- Toni - Righetto 1-0
- Cattani - Mastropasqua 3-2
- Bertelli - Lazzari 2-0

STELLA ARTOIS - SERENISSIMA 3-0
- Galaezzi - Righetto 8-0
- Baglietto - Mastropasqua 2-1
- Hofmann - Lazzari 4 -1
- Scagni - Santini 1-1

BLACK & BLUE - POGLIANO M.SE 2-1
- Cattani - Zeminian 3-2
- Cianchella - Rocchi 0-4
- Toni - Dimitrio 0-0
- Bertelli - Sari 1-0

STELLA ARTOIS - BLACK & BLUE 4-0
- Galeazzi - Giunti 2-0
- Scagni - Cattani 1-0
- Baglietto - Toni 1-0
- Hofmann - Bertelli 4-0

SERENISSIMA - POGLIANO M.SE 1-1
- Lazzari - Rocchi 3-3
- Mastropasqua - Zeminian 3-2
- Righetto - Dimitrio 0-5
- Santini - Sari 2-2

#### Classifica Finale
|  | Classifica 1994      | P |
|  | -------------------- | - |
|  | Stella Artois Milano | 9 |
|  | Black & Blue Pisa    | 6 |
|  | Pogliano M.se        | 1 |
|  | Serenissima Mestre   | 1 |